# 秋葉原

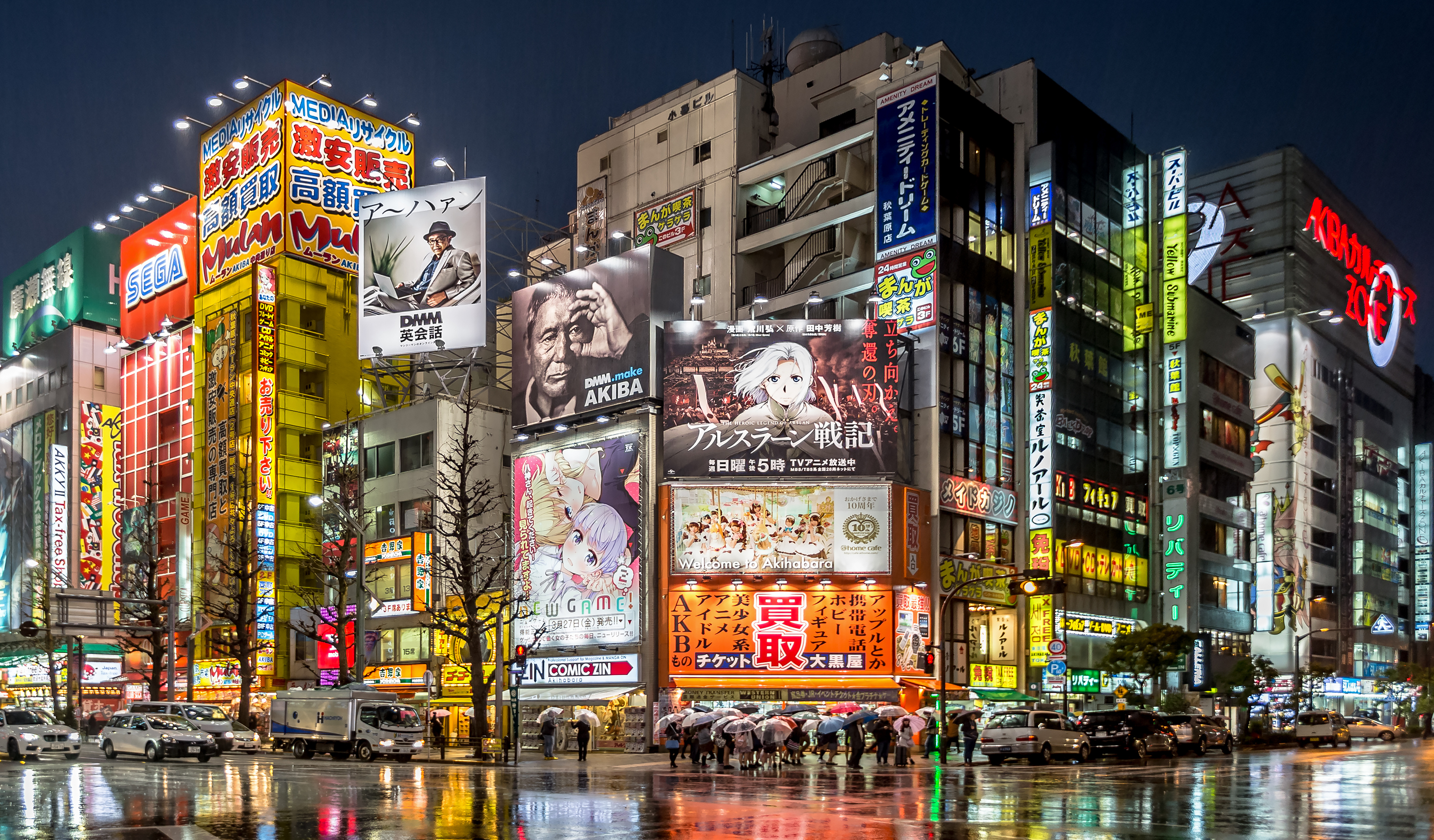
秋葉原的電器街（攝於2015年4月13日）

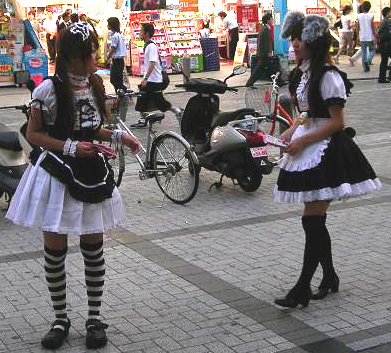
在秋葉原街頭發傳單的女僕咖啡店的女僕店員

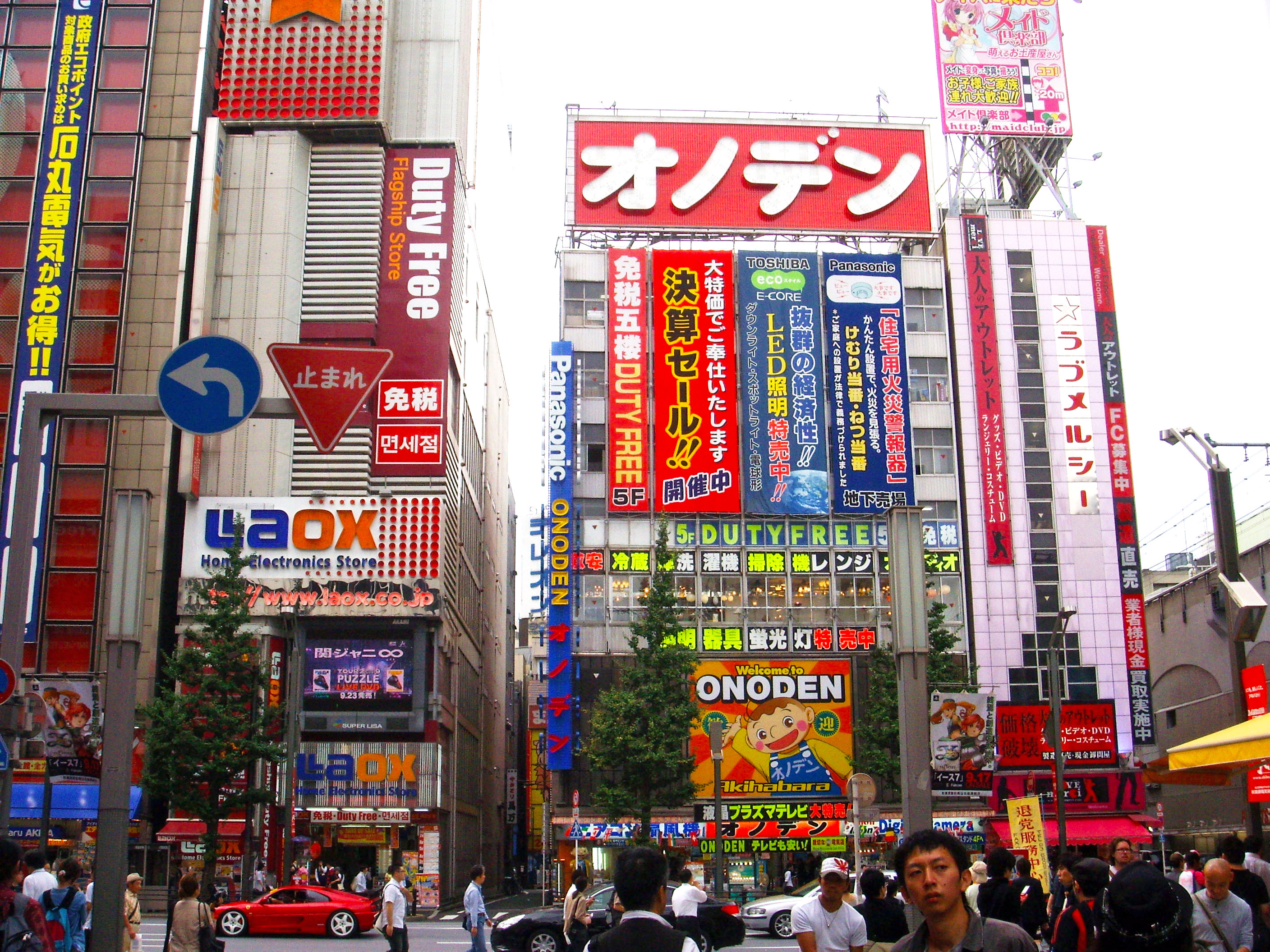
Laox和附近的免稅商店招牌

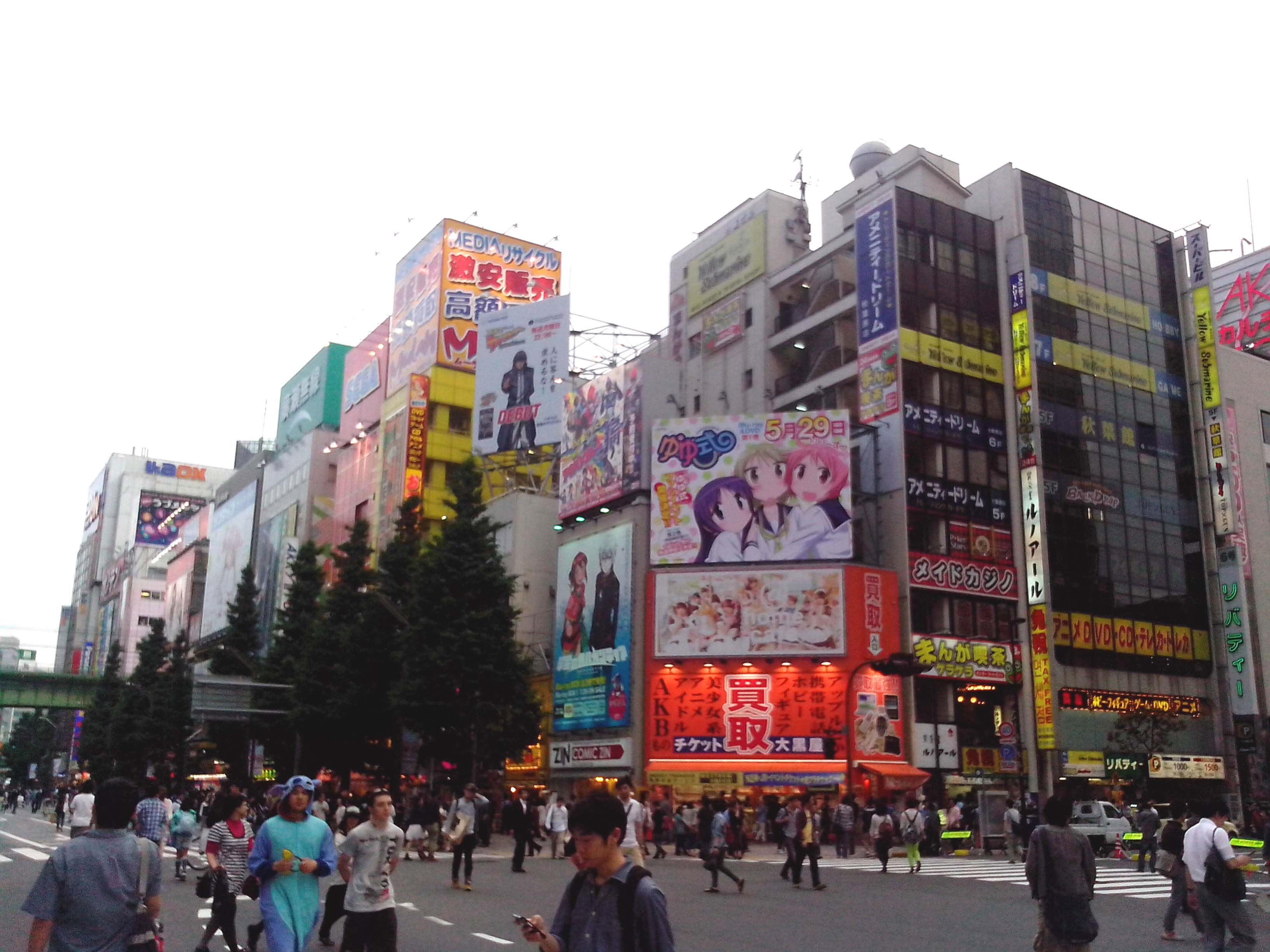
秋叶原的动漫广告牌

秋葉原（日语：／ Akihabara */?）是位於日本東京的商圈，以秋葉原車站為中心，因聚集大量電器與3C賣場、電玩與動漫等電子娛樂商家、以及資訊產業企業而聞名。地理區劃上大致涵蓋東京都千代田區外神田、神田佐久間町、神田花岡町與台東區的秋葉原。在動漫產業進駐前，區內的商店大都是以銷售家電、電腦與相關周邊衍生產品為主，因而與大阪市的日本橋、名古屋市的大須一起並稱为「日本三大電器街」。由於原始地名較長，當地人常將其簡稱為秋葉（日语：／ Akiba）。

## 概要
第二次世界大戰後，日本經濟高度成長，各式各樣的電子機器、零件（硬體）和軟體等商店聚集於此，發展成世界知名的電氣街。秋葉原現在是世界知名的觀光地，也簡稱秋葉（あきば）、或片假名拼寫的、羅馬字拼寫的AKIBA等。
秋葉原最初以舊品店和家電量販店為中心，高度經濟成長時因音樂熱潮興起黑膠唱片與CD専門店，之後電子遊戲浪潮時大量遊戲店來到此地，伴隨而生的愛好店與動漫店陸續開業。近年因都市再開發，秋葉原站周圍興建許多複合大樓，訪客年齡與客層呈現多樣化。同時隨著動漫的發展，秋葉原也成為了二次元愛好者的聚集地，吸引力全世界各地的遊客前來參觀。

## 地理
秋葉原地區的範圍沒有明確的定義，東京都所定義的都心等據點地區中，秋葉原地區範圍為東起昭和通、西至昌平橋通、南達神田川、北至藏前橋通的區域，大約是東京都千代田區外神田一丁目、外神田三丁目、外神田四丁目、神田佐久間町一丁目、神田花岡町、神田相生町、神田練塀町、神田松永町、台東區秋葉原等地區。秋葉原區域，以秋葉原電氣街與次文化相關商店為主的JR秋葉原站周邊與中央通萬世橋北詰起至東京地下鐵銀座線末廣町站的外神田五丁目交叉點為止為中心。
JR秋葉原站有東西向總武線，南北向山手線、京濱東北線（東北本線）等路線，並與東京地下鐵日比谷線秋葉原站與筑波快線秋葉原站形成大量人潮的轉乘站。住居表示方面，電氣街口前是外神田一丁目，北方的中央通東側為外神田四丁目，西側為外神田三丁目。
秋葉原電氣街外側以辦公商區為主，亦有古老住家。因靠近鐵路各站且為東京都心一等地，地價、租金高漲。

## 歷史
地名源自已遷至他處的秋葉神社。在第二次世界大戰之前，此處是過度擁擠的社區。在東京大火之後，日本政府決定將此地建築做大舉的清理，以免大火從這裡延燒到鄰近的日本皇室宅院。
從明治到昭和時代，由於鐵路電氣化交通大為改善，秋葉原與一度是青果市場（水果和蔬菜市場）的所在地，在今日秋葉原UDX的基地設有「神田青果市場」。大約在二次大戰後，開始有人在秋葉原設電器店，銷售真空管、收音機和其他電器部件。後來慢慢的大量電器店開張，專門售賣無線電、收音機、電視等等，被視為東京的電器城。
隨著家庭電器不再是暢銷商品，1990年代秋葉原逐步被電腦批發、零售店所取代。與此同時電子遊戲普及，關於動畫及漫畫產品的商場，也如雨後春筍般在秋葉原出現，成為秋葉原給外界的主要印象之一。

### 地名由來
明治時期東京市中心火災頻繁，官方在此設置除火地（防火空地）。建立秋葉神社，奉祀防火之神秋葉權現，這一帶便稱作「秋葉之原」，後演變為「秋葉原」。

### 沿革
- 1888年：秋葉社遷往下谷區入谷町（現台東區松谷）。山崎帝國堂（日语：山崎帝国堂）於原地創業。
- 1890年11月1日：日本鐵道的鐵道線（現在東北本線）自上野延伸至秋葉原。最初沒有客運服務，秋葉原貨物所利用南邊的東西向神田川與東側的運河接收來自東北地方的炭、米、籾（日语：籾）等。現在秋葉原公園內有運河遺跡[4][5]。
- 明治中期起至大正時代，秋葉原周邊因鐵路、都電等交通便利，批發業發達，秋葉原站附近有蔬果市場。
- 1912年4月1日：中央本線萬世橋站開業。
- 1925年11月1日：秋葉原站－神田站通車，東北本線起點改為東京站。
- 1932年7月1日：御茶之水站－兩國站通車，秋葉原成為轉乘站。
- 1935年：神田青果市場設立。
- 1936年：鐵道博物館（後來的交通博物館）自東京站移至萬世橋站。
- 1943年11月1日－萬世橋站廢站。
- 二戰期間：地下鐵（銀座線）、都電、國電等附近多條鐵道。
- 1945年：神田須田町地區黑市向當時電機學校（現在的東京電機大學）學生販售真空管與無線電零件等的電子零件商店在總武本線高架下聚集，為今日電氣街的基礎。
- 1948年11月：設立萬世橋警察署（日语：万世橋警察署）。
- 1960年代：經濟高度成長，電視、洗衣機、冰箱等家電商店興起，大阪日本橋為日本知名的電氣街。
- 1962年
  - 5月31日：營團地下鐵日比谷線秋葉原站開業。
  - 11月：秋葉原地區第一棟高層大樓「秋葉原無線電會館電化大樓」開業。
- 1970年代：微型電腦與電腦舊品店登場。立體音響興起，音樂唱片（特別是輸入盤）專門店增加。也出現客群瞄準外國人觀光客的免稅店。
- 1970年代初：都電撤除。
- 1973年：假日中央通的步行街開放（雨天中止）。
- 1975年2月1日：貨秋葉原站貨物營業終止。
- 1979年：秋葉原電氣街振興會設立。
- 1980年代：任天堂紅白機熱賣，各種遊戲店、遊戲相關店家興起。音樂CD店林立。
- 1980年：「秋葉原電氣祭」開始。
- 1989年：神田青果市場移至大田區（大田市場）。舊址改為停車長、站前廣場。站前廣場以設有籃球場而聞名。
- 1990年代：家電量販店間競爭激烈使得家電銷售下降。取而代之的是個人電腦與相關商品。
- 1990年4月28日：日本最大個人電腦專門店LaOX The Computer館開店。
- 1993年：山崎帝國堂（日语：山崎帝國堂）本社移至中央區日本橋，工廠與研究所移往千葉縣柏市豐四季（日语：豊四季）。
- 1993年左右：中型家電量販店相繼關門。
  - 6月：Sofmap在中央通開業。
  - 10月：シントク（日语：シントク）、廣瀬無線（日语：廣瀬無線電機）停業。
- 1994年：個人電腦零件商店開始增加。秋葉原個人電腦相關銷售額首度超越家電[6]。
  - 6月：ミナミ無線電機（日语：ミナミ無線電機）本店內大型個人電腦專門店T・ZONE.ミナミ店（日语：T-ZONE）開業。
- 1990年代後半：美少女與動漫題材、PlayStation等一般向遊戲機種發售，次文化獲得廣大客層支持。
- 1997年7月：秋葉原站前廣場舉行電腦相關展示會「Internet Show in秋葉原」。這項年度活動舉辦至2001年，1999年起又稱「AKIBAX」，為秋葉原夏季一大活動。

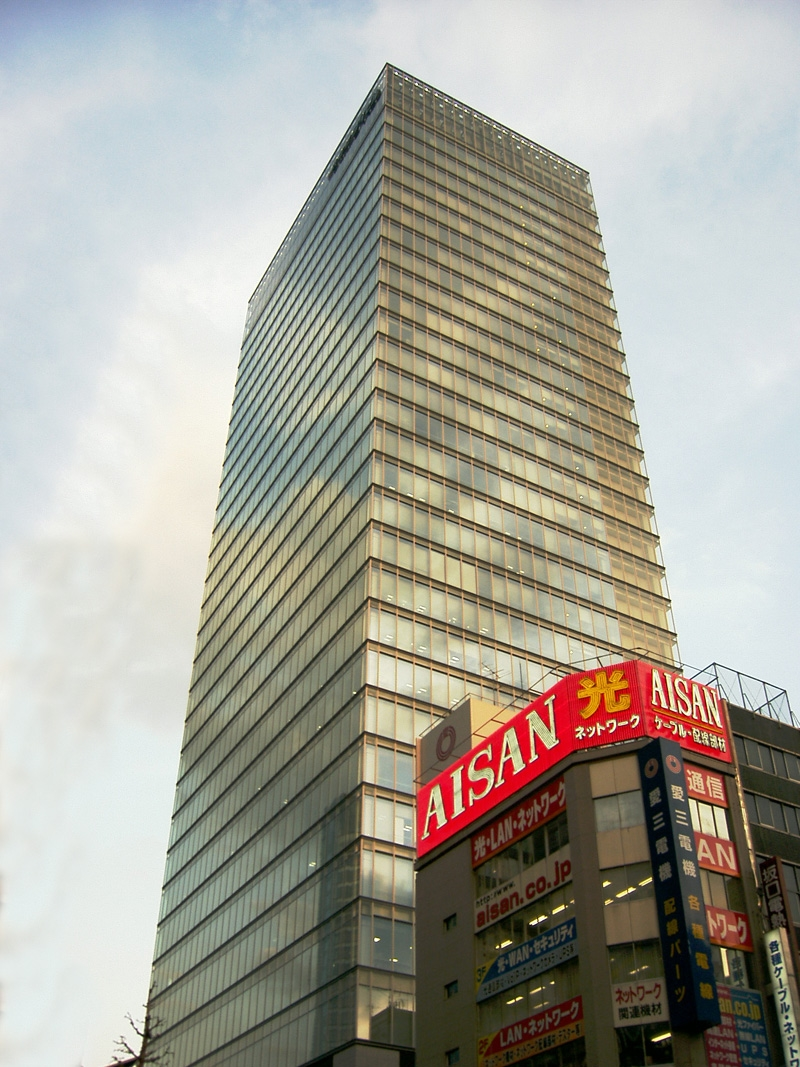
秋葉原CROSSFIELD內
DAIBIRU（2005年3月竣工）

- 2000年左右：電腦製造商販賣店與高級音響販賣店規模縮小，動漫、遊戲、音樂、影像軟體等增加。
  - 12月：萬世橋警察署（日语：万世橋警察署）移至現在位置。
- 2001年3月30日：第一家女僕咖啡廳「Cure Maid」創店。
  - 7月31日：電氣街口北側的站前廣場為了再開發關閉。
- 2002年左右：成人相關商品店舗也進駐秋葉原站電氣街口周邊。
  - 5月31日：T-ZONE.本店關閉。
  - 6月25日：制定安全舒適千代田區生活環境整備相關條例（通稱：千代田區環境保護條例）。秋葉原大部分區域指定為路上禁煙地區。
  - 10月10日：T-ZONE.本店舊址開設國内最大型的愛好店ASOBITCITY開幕。
- 2003年3月：日本政府發表《秋葉原地區營造準則》。
  - 7月22日：日本通運本社移至汐留。
- 2004年
  - 4月11日：ASOBITCITY關店。
  - 8月14日：ASOBITCITY舊址開設唐吉訶德秋葉原店。
- 2005年左右：車站周邊再開發與『電車男』等影響，更多媒體也開始宣傳萌熱潮，秋葉原加速大眾化。另一方面古老電氣街周邊商店設施相繼整併。
  - 6月2日：JR秋葉原站昭和通口atre vie秋葉原開業。
  - 8月24日：筑波快線 (TX) 秋葉原站開業。貨物站舊址與站前廣場整修，JR秋葉原站新設中央口驗票口。
  - 9月16日：鄰接舊貨物站的運輸會社倉庫舊址，友都八喜秋葉原、TOWER RECORDS秋葉原店開店。
  - 10月22日 東京國際影展相關企劃「秋葉原娛樂祭」（秋葉原エンタまつり）活動展開，以後每年舉行。
  - 12月8日：秋葉原發跡的偶像團體AKB48在唐吉訶德秋葉原店8樓的AKB48劇場出道。
- 2006年
  - 3月9日：站前廣場、停車場舊址的開業。
  - 5月14日：交通博物館經歷70年後關閉。博物館在2007年移至埼玉市，更名為鐵道博物館。
  - 10月16日：都內第一個區營付費廁所在JR秋葉原站中央驗票口前設置。
  - 12月22日：舉辦2002年起停止的「AKIBAX2006」。
  - 12月31日：JR秋葉原站大樓秋葉原百貨因改建與防震工程關閉。
- 2007年：
  - 6月30日：「革命的御宅族主義者同盟」、「革命的萌主義者同盟」及「革命的非受歡迎同盟」的三派系全學連發起「630秋葉原解放」大遊行。
  - 9月20日：LaOX The Computer館關閉。
  - 10月：日本國際文化產品展（日语：JAPAN国際コンテンツフェスティバル）一環的「日本動畫產品會議（日语：Japan Animation Contents Meeting）」「ASIAGRAPH」活動展開。
- 2008年
  - 4月17日：TX秋葉原阪急大樓開業。阪急旗下的飯店「秋葉原雷姆酒店」（レム秋葉原）與商業設施AKIBA TOLIM（アキバ・トリム）開業。
  - 6月8日：發生秋葉原殺人事件。關閉步行街。
- 2009年6月4日：日本通運本社舊址的住友不動產秋葉原大樓竣工。
- 2010年
  - 1月26日：外神田3丁目設置監視器。外神田1丁目等在4月1日跟進。[7]。
  - 11月19日：JR秋葉原站耐震補強、改建工程結束，秋葉原百貨舊址的新站大樓「atre秋葉原1」開業[8]。同時atre秋葉原改為「atre秋葉原2」[9]。
- 2011年
  - 1月23日：歩行街於6月26日重新開放[10]。
  - 3月16日：東日本大震災，以省電與防止混亂為由關閉步行街[11]。4月17日再開[12]。
  - 7月1日：AKIBA Cultures ZONE開業[13]。
  - 8月4日：秋葉原無線電會館因重建而暫時關閉[14]。
- 2013年
  - 1月17日：JR神田萬世橋大樓於交通博物館舊址完工。
  - 3月7日：索尼取得地方廣播許可。
  - 9月14日：利用舊萬世橋站遺跡的商業設施「mAAch ecute神田萬世橋」（マーチエキュート神田万世橋）開業。
  - 11月30日：秋葉原無線電商店街（秋葉原ラジオストアー）關閉。

## 現代

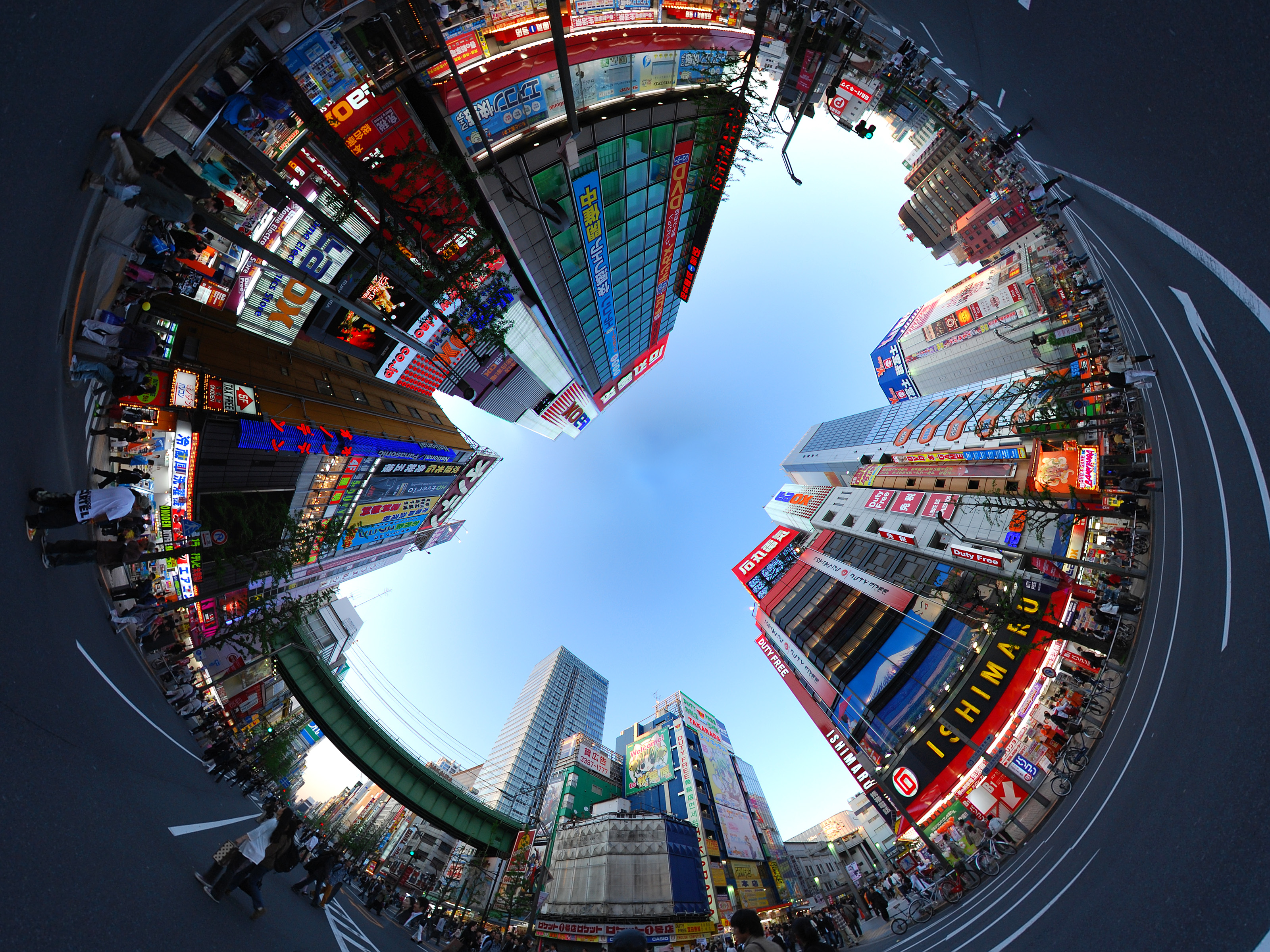
秋葉原的步行街（攝於2007年4月29日）

目前秋葉原的商店數目相當多，大部份都賣電子產品、電腦遊戲和動漫產品。有人認為秋葉原可能是地球上最大的販賣電子資訊產品地帶。在秋葉原的主要街道中央通，已成為新推出電子產品的主要競爭舞台，包括軟體、硬體和二手物品等。而外神田三町目街上，則多販賣電子零件、如配線、工具等等。在外神田的窄街上，則是數位相機、數位攝影機等的主要販賣街道。
此外也有一些大型的購物城如乐购仕，吸引了在不擅長在小巷中穿梭容易迷路的觀光客前往購物。除此之外，唐·吉訶德秋叶原店的8樓是女子偶像團體AKB48的公演剧场所在地。

## 公共交通站点

### 鐵路
- 秋葉原站
  - JR東日本總武線、山手線、京濱東北線
  - 東京地下鐵日比谷線
  - 首都圈新都市鐵道筑波快線
    - JR總武緩行線月台在3樓，山手、京濱東北線月台在2樓。東西分別為昭和通口、電氣街口，中間有中央驗票口。
    - 東京地下鐵日比谷線在昭和通下方，與JR線昭和通口相鄰。
    - 筑波快線位於山手、京濱東北線與昭和通中間的地底下，入口靠近JR中央驗票口。
- 末廣町站
  - 東京地下鐵銀座線
    - 電氣街北端。中央通與藏前橋通交差點（外神田5丁目交差點）下方，上下線月台沒有相互連絡通路，必須回到地上穿越路口才可到達對側月台。步行5分可達上野廣小路站（銀座線）、湯島站（千代田線）。
    - 電氣街在末廣町站與秋葉原站之間的中央通，利用此站前往秋葉原的人很多。
- 神田站
  - 東京地下鐵銀座線
    - 電氣街以南，中央通下方。6號出入口（2009年7月30日起大樓建築工程而關閉）在萬世橋南方200公尺的須田町交差點，靠近電氣街南邊地區。
- 岩本町站
  - 東京都交通局都營地下鐵新宿線
    - 神田川南側，A3出口出來是國道4號線與首都高速1號上野線，穿過和泉橋就到達秋葉原站與電氣街。步行3分可達電氣街東南方的書泉書塔（書泉ブックタワー）。
- 淡路町站、小川町站、新御茶之水站
  - 東京地下鐵丸之內線（淡路町站）
  - 都營地下鐵新宿線（小川町站）
  - 東京地下鐵千代田線（新御茶之水站）
    - 神田川南側，電氣街南端步行10分的距離。都營新宿線較靠近電氣街西方地域。新御茶之水站至電氣街約步行10分左右。透過小川町站 - 淡路町站間地下通路至御茶之水站出站，經由聖橋可達電氣街西端地區。
- 御茶之水站
  - JR東日本中央線快速，中央、總武線各站停車
    - 聖橋出口至電氣街西端地區約步行5分。
    - 御茶之水站至秋葉原方向間的總武線車内可看見秋葉原電氣街。

### 路線巴士
- 都營巴士

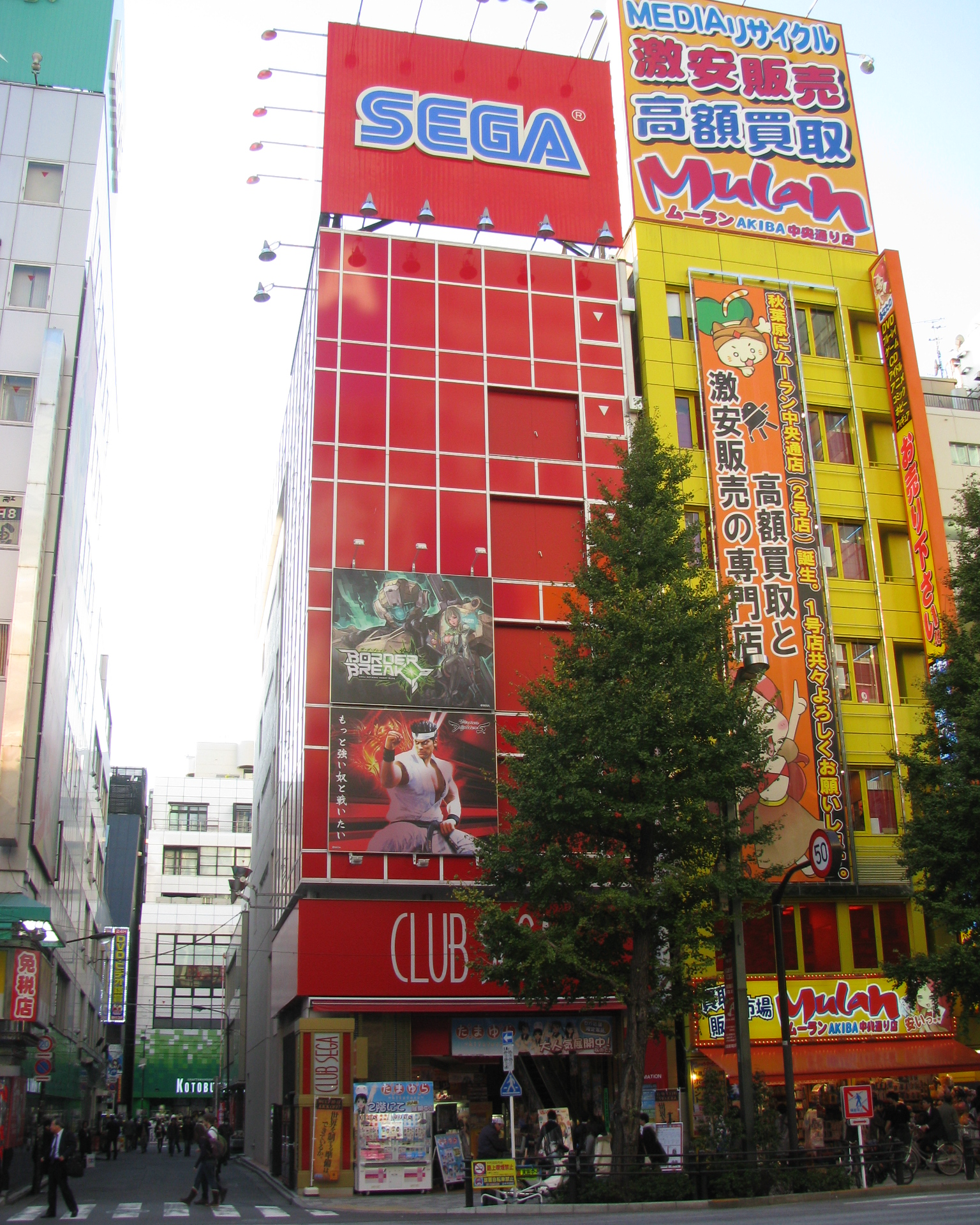
秋葉原SEGA俱樂部

  - ［秋26］秋葉原站 - 清澄白河站 - 境川 - 舊葛西橋 - 江戶川車庫（日语：都営バス江戸川営業所） - 葛西站
    - 每小時約2 - 3班。
    - 以前在JR電氣街口サトームセン（日语：サトームセン）（現：LABI秋葉原電腦館）前設有巴士站，筑波快線開業時進行站周邊整備，移轉至現在的交通廣場。因此過去因假日步行街開放期間更改秋葉原站附近行駛路線的情形也隨之結束。

  - ［東42乙］秋葉原站 - 藏前站 - 東武淺草站 - 清川 - 南千住
    - 平日與周六8時至9時約30分一班，14時10分（僅平日運行）與17時16分各一班。假日11時～16時約40分一班。
    - 以前在JR昭和通口、昭和通上發車，筑波快線開業時進行站周邊整備，移轉至現在的交通廣場。

  - ［茶51］駒込站南口 - 向丘二丁目 - 東大正門 - 本鄉三丁目站 - 御茶之水站 - 秋葉原站
    - 每小時約2 - 4班。
    - 早晨、夜間為駒込站至御茶之水站，外神田二丁目停留所至電氣街步行約3分。但無法乘至駒込站。白天所停的萬世橋停留所靠近電氣街。
    - 源自都電19系統（通三丁目 ： 王子站），過去是連結東京站與王子站的系統。交通情況等因素造成營運區間變化，秋葉原站在2007年起開始加入營運區間。
- AKIBA with 634（日语：AKIBA with 634）（日立自動車交通）
  - ［秋葉01系統］秋葉原站中央站口  - （直行）- 東京晴空塔城前（淺草通）

- 高速巴士（京成巴士、東京灣城市交通（日语：東京ベイシティ交通））
  - 秋葉原站、東京站-東京迪士尼渡假區、新浦安方向（椰林&噴泉中庭飯店（日语：パーム%26ファウンテンテラスホテル））
    - 秋葉原發車平日16班（其中一班僅至東京迪士尼樂園），假日10班（13時發車行經東京迪士尼海洋、東京迪士尼樂園）。交通廣場發車。
- 機場接駁巴士（京成巴士、千葉交通（日语：千葉交通））
  - 秋葉原站 - 成田國際機場(廢止)
    - 1日3班來回。交通廣場發車。(2008年3月廢止)
- 機場接駁巴士（東京機場交通）
  - 秋葉原站 - 東京國際機場（羽田機場）
    - 秋葉原發車6班，羽田發車8班。交通廣場發車。
- 夜行高速巴士（遠野、釜石號（日语：遠野・釜石号）：國際興業（日语：国際興業）、岩手縣交通（日语：岩手県交通））
  - 池袋站、秋葉原站、上野站 - 新花卷站、遠野站、釜石站、大槌站
    - 1日1班來回。交通廣場發車。
- 夜行高速巴士（大阪－銚子線（日语：大阪_-_銚子線）：千葉交通、南海巴士（日语：南海バス））
  - 銚子站…（中略）…秋葉原站 - 京都站、難波高速巴士總站
    - 1日1班來回。交通廣場發車。與其他公司東京站等山手線主要車站發車到京都、大阪方向的同等級路線巴士相比，票價較便宜。

## 設施

### 地標
- 秋葉原UDX

- - AKIBA SQUARE
  - UDX Gallery
  - UDX Theater
  - UDX Conference
  - 東京動畫中心
  - AKIBA ICHI
- 唐吉訶德秋葉原店
  - AKB48劇場
- 秋葉原dai大樓
  - 秋葉原Convention Hall
- 東京時代大樓
- 住友不動產秋葉原大樓
  - belle salle秋葉原 － Event Hall
- 秋葉原無線電會館
- 友都八喜秋葉原
- 富士軟體秋葉原大樓
- atre秋葉原1、2
- 秋葉原Center Place
- AKIBA Cultures ZONE
- TX秋葉原阪急大樓（AKIBA TOLIM、秋葉原雷姆酒店）

### 公家機關、郵局
- 神田消防署（日语：神田消防署）
- 萬世橋警察署（日语：万世橋警察署）
- 千代田區役所 和泉橋出張所
- 神田郵便局（日语：神田郵便局）
- 秋葉原UDX内郵便局
- 千代田區立神田兒童館
- 昌平街角圖書館
- 昌平童夢館屋内游泳池
- 東京都產業勞動局秋葉原廳舎
- 東京都知的財產總合中心

### 學校
- 千代田區立昌平小學校
- 千代田區立和泉小學校
- 千代田區立昌平幼稚園
- 克拉克紀念國際高等學校（日语：クラーク記念国際高等学校） 秋葉原IT校區
- 數位好萊塢大學（日语：デジタルハリウッド大学）
- 首都大學東京 秋葉原衛星校區

### 醫療
- 三井紀念醫院（日语：三井記念病院）
- UDX Clinic Mall

### 主要企業
- 凸版印刷
- 山崎麵包本社
- YKK
- Yodobashi Akiba
- 全國新聞情報農業協同組合聯合會（JA新聞聯）
- 日本農業新聞 本社
- 貝印（日语：貝印）
- 新進（日语：新進）
- 株式会社大同（日语：ダイドーリミテッド）
- 東洋橡膠工業神田事務所
- 正榮食品工業（日语：正栄食品工業）
- MIKUNI（日语：ミクニ）
- TIROL-CHOCO（日语：チロルチョコ）
- 三菱東京UFJ銀行 秋葉原支店，秋葉原站前支店
- 里索那銀行 秋葉原支店[15]
- 千葉銀行 秋葉原支店
- 愛媛銀行（日语：愛媛銀行） 東京支店
- 大東銀行（日语：大東銀行） 東京支店
- 共立Maintainance（日语：ドーミーイン）（共立メンテナンス）
- Infinia（日语：インフィニア）

### 其他
- CURE MAID CAFÉ（日语：タブリエ・マーケティング）
- Cafe Mai:lish（日语：メイリッシュ）
- LittleBSD、LittlePSX、LittleTGV（日语：ライトクリエート）
- @home cafe（日语：@ほぉ〜むカフェ）
- Maid Cafe MaiDreamin（日语：メイドカフェ めいどりーみん）
- mia relaxation（日语：ミアリラクゼーション）
- Variety Shop MAD（日语：バラエティーショップ・マッド）
- 3331 Arts Chiyoda（日语：3331 Arts Chiyoda）－使用舊千代田區立練成中學校校舍的藝廊。
- 和泉橋－秋葉原站東南方神田川上國道4號橋
- 萬世橋（日语：万世橋）－秋葉原站西南方神田川上國道17號橋
- 秋葉原公園－水上貨物用運河遺跡
- 芳林公園

## 地名
秋葉原（あきはばら）是東京都台東區的地名。郵遞區號為110-0006。

### 地理
位於台東區西南部，屬下谷地域。東至昭和通、北至藏前橋通、西接千代田區外神田四丁目、南鄰千代田區神田練塀町與神田松永町。

### 地名變遷
- 1943年（昭和18年）9月15日－下谷區（日语：下谷区）與神田區區界變更，神田區松永町一部分編入下谷區，下谷區練塀町一部分編入神田區。
- 1964年（昭和39年）10月1日－實施住居表示，松永町、練塀町全域成立秋葉原[18]。

| 實施後 | 實施年月日    | 實施前（各町名全域） |
| ------ | ------------- | -------------------- |
| 秋葉原 | 1964年10月1日 | 松永町與練塀町       |